# Кубанов Павло Петрович
Павло Петрович Кубанов (1894, село Ільїнське, тепер Парфенівського району Костромської області, Російська Федерація — 24 листопада 1957, місто Деражня Хмельницької області) — український радянський діяч, заслужений лікар Української РСР, завідувач хірургічного відділення Деражнянської районної лікарні Хмельницької області. Депутат Верховної Ради УРСР 4-го скликання.

## Біографія
Народився у селянській родині. У 1919—1920 роках — фельдшер у Червоній армії, учасник Громадянської війни в Росії.
У 1921 році закінчив медичний факультет Московського університету.
З 1921 року — лікар, завідувач дільничної лікарні у місті Кологриві Костромської губернії. Сімнадцять років (до 1941 року) працював завідувачем акушерсько-гінекологічного відділення, ординатором-хірургом Приволзької міської лікарні Івановської області РРФСР. Закінчив курси спеціалізації у Москві та Ленінграді.
З 1941 року — в Червоній армії, учасник німецько-радянської війни. Служив начальником медичної частини евакуаційного госпіталю.
У 1945 — листопаді 1957 року — завідувач хірургічного відділення Деражнянської районної лікарні Кам'янець-Подільської (Хмельницької) області.
Помер після важкої тривалої хвороби.

## Нагороди
- орден Леніна (1952)
- медалі
- заслужений лікар Української РСР (.09.1954)